# Tucson Tennis Games 1975
Il Tucson Tennis Games 1975, conosciuto anche con il nome di American Airlines Tennis Games 1975 per ragioni di sponsorizzazione, è stato un torneo maschile di tennis giocato sul cemento. È stata la 2ª edizione del torneo di Indian Wells, facente parte del Grand Prix 1975. Il torneo si è giocato a Tucson in Arizona, dal 31 marzo al 6 aprile 1975.

## Campioni

### Singolare
John Alexander ha battuto in finale  Ilie Năstase con il punteggio di 7–5, 6–2

### Doppio
Raúl Ramírez /  William Brown hanno battuto in finale  Raymond Moore /  Dennis Ralston con il punteggio di 2–6, 7–6, 6–4